# Markus Stock

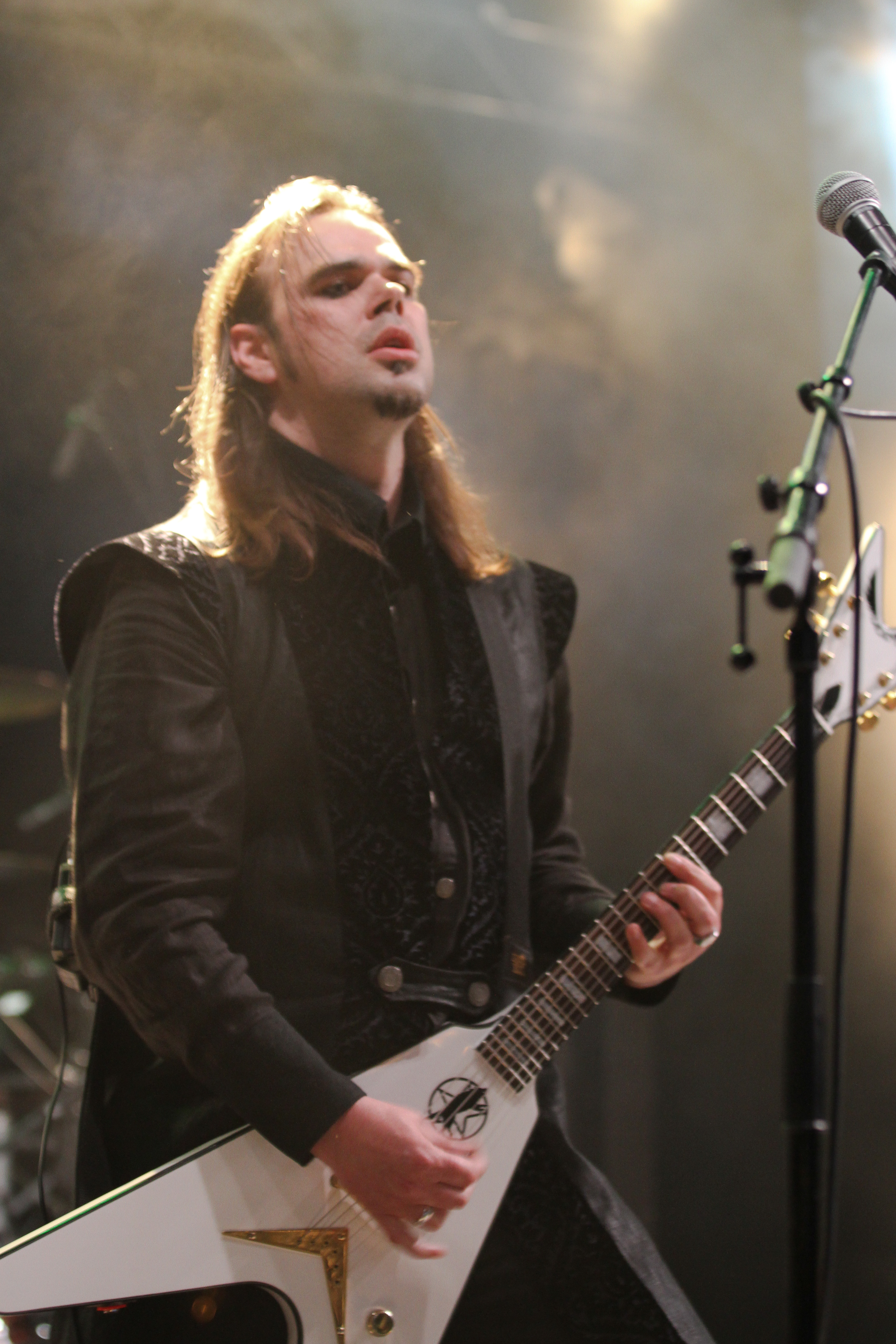
Markus Stock auf dem WGT 2013

Markus Stock, auch bekannt unter dem Pseudonym Ulf Theodor Schwadorf, ist ein deutscher Musiker und Musikproduzent. Seine wichtigsten Projekte sind Empyrium und The Vision Bleak.

## Musikalischer Werdegang

### Musikalische Sozialisation und erste musikalische Aktivitäten
Im Alter von 10 Jahren lernte Stock das Album The Number of the Beast von Iron Maiden kennen, welches seine Begeisterung für Heavy Metal entfachte. Von diesem Punkt ausgehend befasste sich Stock in den folgenden Jahren intensiv mit klassischem Heavy Metal, Thrash und Death Metal, bis er 1992 Darkthrones A Blaze in the Northern Sky kennenlernte und infolgedessen in der Bewegung des norwegischen Black Metals aufging.
Seit 1988 ist Stock ausgelöst durch seine Heavy-Metal-Affinität auch als Musiker aktiv. Von 1988/89 bis 1990 nahm er für zwei Jahre Schlagzeugunterricht, und in den Jahren 1990/91 sammelte er als Schlagzeuger in einem Duo mit einem Bassisten erste Band-Erfahrungen. Ca. 1992/93 trat Stock der Death-Metal-Band Impurity bei. Zu dieser Zeit erlernte er zudem autodidaktisch das Gitarrenspiel, um sich nicht nur rhythmisch, sondern auch melodisch und harmonisch ausdrücken zu können.

### Hauptbands
Aufgrund musikalischer Differenzen verließ Stock um den Jahreswechsel 1993/1994 zusammen mit dem Gitarristen Andreas Bach Impurity und gründete mit diesem Empyrium. Empyrium war für die kommenden acht Jahre Stocks musikalisches Hauptbetätigungsfeld, bis er das Projekt mit der Veröffentlichung des Albums Weiland (2002) aufgrund Mangels an künstlerischer Herausforderung auflöste. In dieser Zeit erschienen von Empyrium eine Demo-Kassette und vier Studioalben.
Im Jahr 2000 gründete Stock zusammen mit dem Nox-Mortis-Schlagzeuger Tobias Schönemann die Gruppe The Vision Bleak, die 2001 mit dem Demo Songs of Good Taste ihre ersten Aufnahmen veröffentlichte und schnell zur musikalischen Priorität Stocks avancierte. Mit The Vision Bleak veröffentlichte Stock bislang sechs Studioalben.

### Weitere Projekte
Neben Empyrium und The Vision Bleak unterhielt Stock seit 1998 verschiedene Nebenprojekte und agierte als Gastmusiker bei diversen Gruppen:
- Sun of the Sleepless: Als Stock 1998/99 beschloss, mit Empyrium fortan ausschließlich akustische Musik zu machen, gründete er das Seitenprojekt Sun of the Sleepless. „Sun Of The Sleepless ist für meine spontanen Gelüste, die mich momentan bewegen, ob es nun Black Metal, Techno oder Hip Hop ist, das ist total egal. Es wird natürlich immer eine düstere Stimmung beinhalten, aber der Rahmen bei Sun of the Sleepless ist enorm weit gesteckt.“[2] Auf der ersten Veröffentlichung von Sun of the Sleepless, der Mini-CD Poems to the Wretches Hearts (1999), widmete Stock sich einer eigenen Interpretation des norwegischen Black Metals. Weitere Veröffentlichungen waren die 7"-Single Tausend kalte Winter, deren Titeltrack eine stark vom Trip-Hop beeinflusste Adaption des Darkthrone-Titels En ås i dype skogen ist und das schlichtweg I betitelte Split-Album mit Nachtmahr. Hierauf enthalten waren u. a. eine Cover-Version von Burzums Lied Dunkelheit und eine Vertonung von Georg Trakls Gedicht Romanze zur Nacht.
- Autumnblaze: Auf den Alben Bleak (2000), Mute Boy Sad Girl (2002), Lighthouses (2002) und Perdition Diaries (2009) von Autumnblaze spielte Stock jeweils Schlagzeug und Bass und war für sämtliche elektronische Komponenten zuständig. Stock hatte bei Autumnblaze weder kompositorischen oder textdichterischen Anteil, noch war er Teil der Live-Besetzung der Gruppe.
- Noekk: Nach der Auflösung Empyriums 2002 gründete Stock mit Thomas Helm das Progressive-Rock-/Doom-Metal-Projekt Noekk, bei dem er unter dem Pseudonym F. F. Yugoth agierte. Das erste Lebenszeichen Noekks war die Dead-Can-Dance-Coverversion How Fortunate the Man with None auf der Kompilation Tribute to Dead Can Dance – The Lotus Eaters (2004), auf die in den Jahren 2005 bis 2008 drei Studioalben folgten. Hauptkomponist sämtlicher Noekk-Lieder war nicht Stock, sondern Thomas Helm alias Funghus Baldachin.
- Nachtmahr: Ebenfalls mit Thomas Helm betrieb Stock das Black-Metal-Projekt Nachtmahr, über das kaum Informationen bekannt sind. Von Nachtmahr existieren lediglich vier Lieder – drei auf dem Split-Album mit Sun of the Sleepless (2004), eins auf einer Split-EP mit Helrunar (2005).
- Sonstiges: Seit 1999 leistet Stock regelmäßig musikalische Beiträge zu Aufnahmen anderer Musiker, die in seinem Tonstudio Klangschmiede Studio E aufnehmen. Hierbei handelt es sich meistens um kurze Gesangsbeiträge, jedoch auch Schlagzeug- und Gitarrenaufnahmen. Beim Live-Auftritt Dornenreichs auf dem Metal-Festival Summer Breeze im Jahr 2007, der später auch unter dem Namen Nachtreisen als DVD und CD veröffentlicht wurde, spielte Stock zudem Bassgitarre.

## Diskografie

### Empyrium
- Siehe Empyrium#Diskografie

### The Vision Bleak
- Siehe The Vision Bleak#Diskografie

### Sun of the Sleepless
- 1999: Poems to the Wretches Hearts (EP)
- 2000: Tausend kalte Winter (7"-EP)
- 2004: I (Split-Album mit Nachtmahr)
- 2017: To The Elements

### Autumnblaze
- 2000: Bleak
- 2002: Mute Boy Sad Girl
- 2002: Lighthouses (EP)
- 2009: Perdition Diaries

### Noekk
- 2004: How Fortunate the Man with None auf Tribute to Dead Can Dance – The Lotus Eaters
- 2005: The Water Sprite
- 2006: The Grimalkin
- 2008: The Minstrel’s Curse
- 2018: Carol Stones And Elder Rock
- 2019: Waltzing In Obscurity
- 2021: The White Lady
- 2023: Byron

### Nachtmahr
- 2004: I (Split-Album mit Sun of the Sleepless)
- 2005: Helrunar/Nachtmahr (Split-EP mit Helrunar)

### Gastauftritte
- Rivendell: The Ancient Glory (1999) (Schlagzeug)[3]
- Ewigheim: Mord nicht ohne Grund (2002) (undefinierte Beiträge, laut Beiheft „unglaublich viele, tolle Sachen“[4])
- Mysterium: Soulwards (2003) (Clean Guitar bei Spiral Mystery, Drum Loops bei Ambivalentika)
- Ewigheim: Heimwege (2004) (undefinierte Beiträge, laut Beiheft „unglaubliche, tolle Sachen“[5])
- Secrets of the Moon: The Exhibitions EP (2005, zusätzlicher Gesang bei Under a Funeral Moon); Seven Bells (2012, Gesang bei Worship)
- Neun Welten: Vergessene Pfade (2006) (Background-Gesang bei Svartalfheim)
- Amesoeurs: Amesoeurs (2009) (Spoken-Word-Passage bei Recueillement)
- Dornenreich: Nachtreisen (2009) (Bass-Gitarre bei Summer-Breeze-Konzert)
- Firtan: Komm herbei, schwarze Nacht (2024) (Klargesang)

## Produzententätigkeit
Im Herbst 1998 begann Stock im rheinland-pfälzischen Zeltingen-Rachtig sein Tonstudio Klangschmiede Studio E professionell zu betreiben. Mittlerweile wurde der Sitz des Tonstudios jedoch ins fränkische Mellrichstadt verlegt. In der Klangschmiede Studio E produzierte Stock bislang neben den Aufnahmen seiner eigenen Musikprojekte vor allem Bands des Labels Prophecy Productions (z. B. Secrets of the Moon, Helrunar, Alcest und Dornenreich) sowie Gruppen aus der deutschen Black-, Pagan- und Folk-Metal-Szene. Einige unter Stocks Ägide aufgenommene Alben von The Vision Bleak, Helrunar, Dornenreich, Eisregen und Maroon erreichten zudem Platzierungen in den deutschen Albumcharts.

## Persönlichkeit und Pseudonym
Stock selbst sieht sein Leben von Polaritäten und extremen Schnitten bestimmt. Hierauf weist er in einem biographischen Interview wiederholt hin:

„Das ist übrigens auch typisch für mich: wenn ich etwas neues kennen lerne oder anfange, muss das Alte komplett zerstört bzw. aus meiner Welt geschafft werden. […] So lief es bei mir schon immer ab, ich rutsche vom einen Extrem ins andere. […] Es gibt immer wieder diese radikalen Schnitte in meinem Leben, mit denen ich das Alte zerstöre, damit ich mich wieder freischaufeln kann, um etwas neues zu machen.“

Hiermit erklärt Stock auch verschiedene Brüche in seiner Biographie und seiner musikalischen Laufbahn wie z. B. seine extreme Hinwendung zum Black Metal um 1992, die Wandlung vom rüpelhaften Teenager zum romantischen, kulturell vielfältig interessierten jungen Erwachsenen um 1994, die strikte Abwendung Empyriums vom Metal-Genre um 1998/99 oder das konsequente Ende Empyriums und die parallel stattfindende Schwerpunktlegung auf The Vision Bleak um 2002.
Als Musiker agiert Markus Stock seit 1999 nahezu ausschließlich unter dem Pseudonym Ulf Theodor Schwadorf. Ulf stehe hierbei für ‚Wolf‘ und sei darüber hinaus als Hommage an die norwegische Band Ulver zu verstehen. Die zweite Namenskomponente, Theodor, verweise auf den norwegischen Maler Theodor Kittelsen. Die dritte Namenskomponente, Schwadorf, bringe er rein assoziativ mit einem romantischen Dichter in Verbindung. Auf eine reell existierende Person verweise der Name nicht. Stock entschied sich für die Verwendung eines Pseudonyms, um eine Trennung des Künstlers von der dahinter stehenden Privatperson zum Ausdruck zu bringen:

„Ich habe einfach gemerkt, dass viele Leute, die mich noch nicht persönlich kannten, mich aufgrund von Interviews beurteilten und von dem Bild, das dort von mir entworfen wurde, Rückschlüsse auf meine Persönlichkeit zogen. Es ging mir irgendwann total auf den Senkel, dass Menschen glaubten, ich wäre privat der gleiche Mensch wie in meinem künstlerischen Ausdruck. […] Schwadorf ist eine Facette meiner Person, aber ich möchte keinesfalls auf sie reduziert werden.“

Zum besseren Verständnis beider Persönlichkeiten verweist Stock in einem späteren Interview auf charakterliche Unterschiede und darauf, dass die Trennung vor allem pragmatischen Nutzen für seine Arbeit als Künstler habe:

„Der Unterschied zwischen Markus Stock und Ulf Theodor Schwadorf liegt in erster Linie darin, dass Schwadorf gegenüber Stock viel egoistischer ist, indem er das, was er machen will, kompromisslos durchzieht, während Stock ein viel, viel rücksichtsvollerer Mensch ist, dem andere Dinge auch wichtig sind. Es ist wirklich angenehm, mit einem solchen Pseudonym auch geistig zu arbeiten.“